# Tillandsia cuchnichim
Tillandsia cuchnichim är en gräsväxtart som beskrevs av R.Guess och V.Guess. Tillandsia cuchnichim ingår i släktet Tillandsia och familjen Bromeliaceae. Inga underarter finns listade i Catalogue of Life.